# Avgust Likovnik
Avgust Likovnik, slovenski kegljač, * 30. julij 1926, Zidani Most, † 2. december 2006, Krka.
Leta 1955 je na prvenstvu Slovenije posamezno osvojil drugo mesto in naslov slovenskega podprvaka.

## Odlikovanja in nagrade
Leta 2001 je prejel častni znak svobode Republike Slovenije z naslednjo utemeljitvijo: »za dolgoletno delo in vsestranske zasluge v kegljaškem športu«.